# Matej Hočevar
Matej Hočevar (* 30. April 1982 in Ljubljana, SR Slowenien) ist ein ehemaliger slowenischer Eishockeyspieler, der über viele Jahre bei HDD Olimpija Ljubljana in der slowenischen Eishockeyliga und österreichischen Eishockey-Liga aktiv war. Seit seinem Karriereende als Eishockeyspieler arbeitet er als Eishockeytrainer. 

## Karriere
Matej Hočevar begann seine Karriere als Eishockeyspieler in seiner Heimatstadt in der Nachwuchsabteilung des HDD Olimpija Ljubljana, für dessen Profimannschaft er von 2000 bis 2002 in der slowenischen Eishockeyliga aktiv war. Dabei wurde er in den Spielzeiten 2000/01 und 2001/02 jeweils Slowenischer Meister mit seiner Mannschaft. Anschließend wechselte der Flügelspieler zum Stadtnachbarn HK Slavija Ljubljana, für den er drei Jahre lang spielte, ehe er 2005 zu HDD Olimpija zurückkehrte. Mit dem Verein wurde er in der Saison 2006/07 zum insgesamt dritten Mal slowenischer Meister. Nachdem der Club zur Saison 2007/08 in die Österreichische Eishockey-Liga aufgenommen worden war, wurde der Rechtsschütze auf Anhieb mit seiner Mannschaft Vizemeister hinter dem EC Red Bull Salzburg. In den folgenden Jahren wurde er zu einer festen Größe im EBEL-Team von Olimpija. Zudem wurde er auch in den Playoffs der slowenischen Liga eingesetzt und so 2012, 2013, 2014 und 2016 erneut slowenischer Meister. 2016 gewann er mit Olimpija auch den slowenischen Pokalwettbewerb. Nach diesem Erfolg beendete er seine Karriere als Spieler und wurde Eishockeytrainer. Zwischen 2017 und 2019 war er Assistenztrainer beim HK Olimpija Ljubljana und zwischen 2019 und 2022 in gleicher Position beim HC Pustertal. Kurzzeitig ar er auch Interims-Cheftrainer des HC Pustertal. Seit 2022 betreut er die Steel Wings Linz als Cheftrainer, die zweite Mannschaft der Black Wings Linz.

### International
Für Slowenien nahm Hočevar im Juniorenbereich an den U18-Weltmeisterschaften 1999 und 2000 in der Europa-Division I sowie den U20-Weltmeisterschaften der 2001 in der Division II und 2002 in der Division I teil. 
Im Seniorenbereich stand er im Aufgebot seines Landes bei den Weltmeisterschaften der 2009 und 2012 sowie der Top-Division 2011. Zudem vertrat er seine Farben bei der Qualifikation für die Olympischen Winterspiele 2010.

## Erfolge und Auszeichnungen
- 2001 Slowenischer Meister mit dem HDD Olimpija Ljubljana
- 2002 Slowenischer Meister mit dem HDD Olimpija Ljubljana
- 2007 Slowenischer Meister mit dem HDD Olimpija Ljubljana
- 2008 EBEL-Vizemeister mit dem HDD Olimpija Ljubljana
- 2012 Slowenischer Meister mit dem HDD Olimpija Ljubljana
- 2013 Slowenischer Meister mit dem HDD Olimpija Ljubljana
- 2014 Slowenischer Meister mit dem HDD Olimpija Ljubljana
- 2016 Slowenischer Meister und Pokalsieger mit dem HDD Olimpija Ljubljana

### International
- 2001 Aufstieg in die Division I bei der U20-Junioren-Weltmeisterschaft der Division II
- 2012 Aufstieg in die Top-Division bei der Weltmeisterschaft der Division I, Gruppe A

## ÖEHL-Statistik
(Stand: Ende der Saison 2015/16)